# Ludwig Weller
Ludwig Weller (* 22. August 1800; † 27. Januar 1863) war ein badischer Jurist und Politiker.
Der in Mannheim als Oberhofgerichtsadvokat tätige Weller war von 1835 bis 1852 Abgeordneter in der Zweiten Kammer der Badischen Ständeversammlung, wo er zum liberalen Flügel zählte. Im Rahmen der Märzrevolution nahm er im Oktober 1847 an der Heppenheimer Tagung, am 5. März 1848 an der Heidelberger Versammlung der 51 und danach am Vorparlament teil.